# ماري ميثم كيد
ماري ميثم كيد (بالإنجليزية: Mary Maytham Kidd)‏ هي رسامة نباتية ‏ جنوب أفريقية، ولدت في 24 يناير 1914، وتوفيت في 8 أبريل 2001 في كيب تاون في جنوب أفريقيا.